# Hierokratyzm
Hierokratyzm (gr. hieros - święty, krátos - władza) - odmiana ultramontanizmu (papizmu), według której władca powinien podporządkować się władzy kościelnej.

## Charakterystyka
To skrajna forma poglądu, wedle którego papież miał nie tylko pełnię władzy duchowej (plenitudo potestatis spiritualis), również w katolicyzmie, ale także w sferze świeckiej (plenitudo potestatis temporalis). Zwierzchnictwo nad władcami świeckimi miało być permanentne, a nie okazjonalne.